# Пјетрапертоза
Пјетрапертоза (итал. Pietrapertosa) је насеље у Италији у округу Потенца, региону Базиликата.
Према процени из 2011. у насељу је живело 961 становника. Насеље се налази на надморској висини од 949 м.

## Становништво
Према резултатима пописа становништва 2011. у општини је живело 1.108 становника.
| 1931. | 1936. | 1951. | 1961. | 1971. | 1981. | 1991. | 2001. | 2011. |
| ----- | ----- | ----- | ----- | ----- | ----- | ----- | ----- | ----- |
| 2.171 | 2.258 | 2.349 | 2.229 | 2.028 | 1.610 | 1.447 | 1.312 | 1.108 |